# 林楚茵
林楚茵（1972年10月10日—），原名林瑞萍，中華民國政治人物、記者，民主進步黨籍。現任立法委員、民主進步黨立法院黨團副幹事長，為「海派」成員。曾任三立新聞台主播、《前進新台灣》主持人兼新聞部採訪中心副主任、2022年陳時中競選辦公室發言人、民進黨立院黨團副書記長、民進黨發言人。丈夫為現任大陸委員會副主任委員暨發言人梁文傑。

## 從政
2019年11月14日，民主進步黨召開第十八屆第二十次中央執行委員會，林楚茵被提名為不分區立法委員名單第十二位，後當選為第十屆立委；2024年再度被提名為第十一屆不分區立委，並當選連任。

## 選舉紀錄
| 年度 | 選舉屆數             | 選舉區                                 | 所屬政黨   | 得票數    | 得票率 | 當選標記 | 備註 |
| ---- | -------------------- | -------------------------------------- | ---------- | --------- | ------ | -------- | ---- |
| 2020 | 第十屆立法委員選舉   | 全國不分區及僑居國外國民立法委員選舉區 | 民主進步黨 | 4,811,241 | 33.98% |          |      |
| 2024 | 第十一屆立法委員選舉 | 全國不分區及僑居國外國民立法委員選舉區 | 民主進步黨 | 4,982,062 | 36.16% |          |      |

## 個人生活
2003年，時為TVBS新聞台記者的林楚茵因採訪花蓮縣縣長補選，和剛從英國倫敦政經學院留學回臺、擔任民進黨中央幕僚的梁文傑相識，逐漸相戀並於2007年4月結婚。2010年梁文傑參與臺北市議員選舉時，林楚茵留職停薪二個月參與助選。

## 外部連結
- 林楚茵的Facebook專頁